# Авл Корнелий Косс (консул 413 года до н. э.)
Авл Корнелий Косс (лат. Aulus Cornelius Cossus; V век до н. э.) — римский политический деятель из патрицианского рода Корнелиев, консул 413 года до н. э. 
Коллегой Авла Корнелия по должности был Луций Фурий Медуллин. Консулы провели расследование гибели одного из военных трибунов предыдущего года Публия Постумия Альбина Региллена и, по словам Тита Ливия, довели дело до конца «со всей возможной сдержанностью и мягкостью (ибо приговорены к казни были немногие, и те, насколько известно, сами покончили с собой)».
Войска во время этого консульства возглавлял Луций Фурий. О дальнейшей судьбе Авла Корнелия ничего не известно.
Диодор Сицилийский и Кассиодор называют Косса Марком. У исследователей нет полной уверенности в этом вопросе, хотя преномен Марк не был характерен для данной ветви Корнелиев. Если консул 413 года до н. э. действительно носил имя Авл, он может быть отождествлён с консулом 428 года до н. э. и/или диктатором 385 года до н. э.